# Xinxu (köpinghuvudort i Kina, Jiangxi Sheng, lat 26,91, long 115,13)
Xinxu är en köpinghuvudort i Kina. Den ligger i provinsen Jiangxi, i den sydöstra delen av landet, omkring 210 kilometer söder om provinshuvudstaden Nanchang. Antalet invånare är 16 684. Befolkningen består av 7 968 kvinnor och 8 716 män. Barn under 15 år utgör 24,0 %, vuxna 15-64 år 68 %, och äldre över 65 år 6,0 %.
Runt Xinxu är det ganska tätbefolkat, med 192 invånare per kvadratkilometer. Närmaste större samhälle är Wanhe, 10,7 km väster om Xinxu. Trakten runt Xinxu består till största delen av jordbruksmark.
Genomsnittlig årsnederbörd är 1 988 millimeter. Den regnigaste månaden är maj, med i genomsnitt 312 mm nederbörd, och den torraste är oktober, med 25 mm nederbörd.